# Leptohymenium warmingii
Leptohymenium warmingii là một loài Rêu trong họ Hylocomiaceae. Loài này được (Hampe) A. Jaeger mô tả khoa học đầu tiên năm 1880.